# Akiko Kijimuta
Akiko Kijimuta (雉子牟田明子?, Kijimuta Akiko; 1º maggio 1968) è un'ex tennista giapponese.
Anche sua sorella Naoko è stata una tennista.

## Carriera
In carriera ha raggiunto due finali nel singolare e una nel doppio. Nei tornei del Grande Slam ha ottenuto il suo miglior risultato raggiungendo il quarto turno nel singolare all'Open di Francia nel 1992.
In Fed Cup ha disputato un totale di 13 partite, ottenendo 3 vittorie e 10 sconfitte.

## Statistiche

### Singolare

#### Finali perse (2)
| Numero | Anno           | Torneo                    | Superficie | Avversaria in finale | Punteggio |
| 1.     | 16 aprile 1989 | Singapore Open, Singapore | Cemento    | Belinda Cordwell     | 1-6, 0-6  |
| 2.     | 6 gennaio 1991 | Queensland Open, Brisbane | Cemento    | Helena Suková        | 4-6, 3-6  |

### Doppio

#### Finali perse (1)
| Numero | Anno           | Torneo                                 | Superficie | Compagna   | Avversarie in finale      | Punteggio |
| 1.     | 14 aprile 1991 | Japan Open Tennis Championships, Tokyo | Cemento    | Yone Kamio | Amy Frazier Maya Kidowaki | 2-6, 4-6  |

### Risultati in progressione
| Sigla | Risultato               |
| ----- | ----------------------- |
| V     | Vincitore               |
| F     | Finalista               |
| SF    | Semifinalista           |
| O     | Oro olimpico            |
| A     | Argento olimpico        |
| SF    | Bronzo olimpico         |
| QF    | Quarti di Finale        |
| 4T    | Quarto turno            |
| 3T    | Terzo turno             |
| 2T    | Secondo turno           |
| 1T    | Primo turno             |
| RR    | Round Robin             |
| LQ    | Turno di qualificazione |
| A     | Assente                 |
| ND    | Non disputato           |

| Legenda superfici    |
| -------------------- |
| Cemento              |
| Terra battuta        |
| Erba                 |
| Superficie variabile |

#### Singolare nei tornei del Grande Slam
| Torneo          | 1986 | 1987 | 1988 | 1989 | 1990 | 1991 | 1992 |
| --------------- | ---- | ---- | ---- | ---- | ---- | ---- | ---- |
| Australian Open | ND   | 3T   | 3T   | A    | 1T   | 1T   | 1T   |
| Open di Francia | 1T   | 1T   | 1T   | 3T   | A    | 2T   | 4T   |
| Wimbledon       | A    | 2T   | 3T   | 1T   | A    | 2T   | A    |
| US Open         | A    | 3T   | 1T   | 1T   | 1T   | 1T   | A    |

#### Doppio nei tornei del Grande Slam
| Torneo          | 1986 | 1987 | 1988 | 1989 | 1990 | 1991 | 1992 | 1993 | 1994 |
| --------------- | ---- | ---- | ---- | ---- | ---- | ---- | ---- | ---- | ---- |
| Australian Open | ND   | A    | 2T   | A    | A    | A    | 1T   | A    | 2T   |
| Open di Francia | A    | A    | A    | A    | A    | 1T   | A    | A    | 1T   |
| Wimbledon       | A    | A    | A    | A    | A    | 1T   | 2T   | A    | 1T   |
| US Open         | A    | A    | A    | A    | A    | 1T   | 1T   | A    | A    |

#### Doppio misto nei tornei del Grande Slam
Nessuna partecipazione